# Semniotes
Semniotes is een geslacht van vlinders van de familie bladrollers (Tortricidae), uit de onderfamilie Olethreutinae.

## Soorten
- S. abrupta Diakonoff, 1973
- S. bellana Kuznetsov, 1988
- S. halantha (Meyrick, 1909)